# 骨关节炎
骨關節炎（Osteoarthritis，縮寫：OA），或稱退化性關節炎，是一種關節軟骨或關節下骨頭損傷的關節炎，常見症狀是關節疼痛或僵硬，初次發病常僅見於運動之後但發病次數會隨時間增加；其他症狀包含關節腫脹、關節活動度降低，若進犯背部，則可能導致四肢無力或麻木。好發患病部位為手指末梢關節、拇指根部、頸部、下背部、膝蓋及臀部。骨關節炎常好發於特定一側，另一側則較少發生；常常會延續多年 ，可能會影響到日常生活或工作，骨關節炎與其他關節炎不同，僅會侵犯關節，而不會進犯其他組織。骨关节炎是中老年人软骨丢失的最常见原因。
病因包含先前關節有受傷過、關節發育異常、遺傳等因素，風險相對較高的族群包含體重過重、長短腿、因工作而使關節長期承受高度壓力者等。一般認為機械性壓力或低度發炎乃造成骨關節炎的元凶，患者的關節軟骨流失，進而磨損關節下的硬骨；骨關節炎會使運動時疼痛讓關節難以運作，可能導致肌肉流失。確診通常是依病徵、症狀、醫學影像判定，偶爾會需其他檢測來確定是否有其他問題或釐清其他症狀；骨關節炎不像類風濕性關節炎，前者的關節通常既不會發熱也不會發紅，而後者主要是一種發炎狀況。
治療方法包含運動、減輕關節負擔、參與相關支持團體，使用止痛藥等，減輕關節負擔的方式包含多休息、使用拐杖以及護具，過重患者可能可以透過減重改善，有疼痛症狀可服用可優先使用普拿疼 ，若無效則可使用萘普生及布洛芬等非類固醇消炎藥（NSAIDs）；鴉片類藥物則具有成癮性，通常僅在短期療程中使用。如果上述治療都無法緩解疼痛對日常生活的影響，接受人工關節置換術或許會有幫助。人工關節一般可使用10至15年。
在患有膝蓋或臀部關節炎的患者中，骨關節炎最為常見，約佔總人口的3.3%，影響約2.37億人，在超過60歲的男性患者中佔10%，超過60歲的女性患者中佔18%。骨關節炎也佔失能調整生命年的2%。澳洲約有190萬名患者，而美國則擁有約3000萬至5250萬名患者而兩性患病比率皆會隨年齡層升高而愈見普遍。

## 病因
由於滑液關節的滑液（關節液）減少，導致原本應該充當骨關節中作為軟垫的軟骨不正常磨擦，造成破壞與退化。当軟骨退化後，便無法保护骨頭表面，在行走或站立時，身體重量使到退化的關節更加疼痛，因此減少運動，肌肉跟隨萎縮，并且韌帶也可能变得鬆弛。以下原因可導致骨關節炎：
原發性骨關節炎：
1. 年齡[15]：>70%出現在75歲年老者，85%發生在75~79歲[16]
2. 撕裂[15]

繼發性骨關節炎： 
1. 外傷[15][16]： 運動傷害[15]、骨折[15]、脫臼[15]、關節手術[15]
2. 肥胖[15][16][17]
3. 免疫缺乏病人[15]： 如AIDS[15]、低丙種球蛋白血症[15]
4. 基因[15][17]：Col11A1[15]（細胞外基質）、COL2A1[18]（第二型膠原蛋白）、Chrom 19[15]（軟骨型態）、 MCFL[15]（疼痛知覺）、 CHST11[15]（軟骨型態）、 GDF5[15]（TCF-alpha訊息）  、 Chrom7Q22[15]基因
5. 發炎[15]：類風濕關節炎[15]、痛風[15]、焦磷酸鈣沉積疾病[15]、關節感染[15]
6. 骨頭疾病[15]：柏哲德氏症[15]
7. 藥物[15]： 皮質類固醇藥物治療導致骨頭壞死[15]、注射不溶物進入關節[15]

## 病理機轉
滑膜性關節（synovial joints）裡的一項組成：軟骨細胞，合成基質以及消化老化細胞或物質，亦會分泌非活化降解酶於基質中與酵素抑制劑，使關節中基質的合成和代謝呈現動態平衡。當異化酶（catabolic enzyme）被活化，抑制劑產生減少，基質被分解的速度便加快。細胞激素（像是IL-1和TNF）也會啟動降解路徑。
當某些目前尚未清楚的生化因素、機械因素誘導軟骨細胞改變其基因表現而大量製造發炎細胞激素和matrix metalloproteinases（MMP）（尤其是ADAMTS-5 和 膠原蛋白酶）— 分解軟骨基質中相當關鍵的酵素。
而後，滑膜中的巨噬細胞和MMP開始分解膠原蛋白、蛋白聚糖，並釋放前發炎細胞激素（像是TNFα , IL-1, IL-6），IL-1β與軟骨細胞表面上的受體結合[6]，釋放MMP和抑制製造第二型膠原蛋白，因此加速分解軟骨；TNFα 誘導軟骨細胞合成PGE2和NO。在這過程中，位於軟骨深層的軟骨細胞會開始增生和大量製造基質，以維持恆定，但最終仍無法超越分解的速度。這樣的過程導致關節中細胞外基質的水含量上升，蛋白聚糖含量下降，軟骨也因為漸漸被分解而弱化，也因為血管生成抑制素合成降低和VEGF合成，使得血管伸入關節內，此外，軟骨細胞開始凋亡。
軟骨的減少帶動軟骨下骨開始變動，在生長因子和細胞激素的刺激下，成骨細胞和破骨細胞被活化，導致新生骨頭，增厚和僵硬軟骨下板、軟骨骨化。

## 分类
1. 原发性 指发病原因不明，患者没有创伤、感染、先天性畸形病史，无遗传性缺陷，无全身代谢及内分泌异常。多见于50岁以上的中老年人。
2. 继发性 指由于先天性畸形，如先天性髋关节脱位；创伤，如关节内骨折；关节面后天性不平整，如骨的缺血性坏死；关节不稳定，如关节囊或韧带松弛等；关节畸形引起的关节面对合不良，如膝内翻、膝外翻等原因，在关节局部原有病变的基础上发生的骨关节炎。

## 症狀
疼痛（且疼痛會隨關節的使用而加劇）、晨間僵硬、有骨骼相互摩擦的關節或是嘎吱作響、關節活動受限、關節膨大（Heberden’s and Bouchard’s nodes）、半月板撕裂

## 治療
物理治療：
適當的運動（例如游泳），維持並恢復肌力，尤其在手術後。使用裝具
居家治療：
於家中加裝無障礙設施。
药物：
- 口服非類固醇消炎止痛藥（NSAID）和環氧合酶COX-2抑制劑：
  - 萘普生[17][20]：毒性低，可給老年者服用[17]
  - 双水杨酯[20]
  - 布洛芬[20]
  - 美洛昔康[17]
  - 醋氯芬酸[17]：宣稱可以促進關節修復[17]
- 局部服用非類固醇消炎止痛藥（NSAID）：臨床研究結果顯示，外用NSAID的效果稍差但各種副作用少得多，不過仍有刺激皮膚的可能。
  - 双氯芬酸[20]: 第一線用藥[17]
- 鴉片類藥物：
  - 可待因[17]：第二線用藥[17]
  - 二氢可待因[17]：第二線用藥[17]
  - 曲馬多[17]：第一線用藥[17]
- 關節內注射
  - 類固醇[20]：滑液囊發炎是骨關節炎疼痛的主因，故局部注射抗發炎藥物可以有效的止痛。但在臨床試驗中，類固醇的止痛效果雖然不錯但效果持續時間只比安慰劑組多2週左右，因此頂多用在短期止痛。
  - 玻尿酸：與安慰劑相比，玻尿酸注射對膝關節炎沒有幫助[24][25]，但增加後續疼痛風險[24]。踝關節炎方面，證據尚不清楚[26]。
  - 皮質類固醇：第一線用藥[17]，只能短暫使用，長期使用具危險性[17]
- 混合使用：
  - 对乙酰氨基酚加上可待因或二氢可待因[17]
- 抗憂鬱藥物：
  - 度洛西汀[17]：第二線用藥[17]、紓解長期疼痛的憂鬱[17]
- 賀爾蒙替代療法[17]：有致癌風險[17]
- 其他藥物：
  - 辣椒素[17]：第一線用藥[17]、降低物質P，但會刺激粘膜[17]
  - 乙醯氨酚[17][20]：是處理疼痛的第一線用藥[17]，只有止痛效果而無抗發炎作用，但副作用較輕微。

手術：嚴重，無法控制的疼痛與嚴重功能損失時用
- 關節置換術[15][19][22]
- 关节镜清創[15][20]
- 關節融合術（英语：Arthrodesis）[15]：可以減輕疼痛， 但關節活動會受限[17]
- 切骨術（英语：Osteotomy）[17]：移除壞死組織
- 軟骨細胞移植[20]

控制體重

## 预防
预防包括控制体重、运动时注意保护关节，劳逸结合，防止关节过度磨损。

### 引用
1. 1 2 3 4 5 6 7 8 9 10 11 12 13 14 15 16 17 18 19 20 21 22 23 24 25 26  . National Institute of Arthritis and Musculoskeletal and Skin Diseases. April 2015  [13 May 2015]. （原始内容存档于2015-05-18）.
2. 1 2 3 4 5 6 7 8  Glyn-Jones, S; Palmer, AJ; Agricola, R; Price, AJ; Vincent, TL; Weinans, H; Carr, AJ. . Lancet. 3 March 2015, 386: 376–87. PMID 25748615. doi:10.1016/S0140-6736(14)60802-3.
3. 1 2 3  McAlindon TE, Bannuru RR, Sullivan MC, Arden NK, Berenbaum F, Bierma-Zeinstra SM, Hawker GA, Henrotin Y, Hunter DJ, Kawaguchi H, Kwoh K, Lohmander S, Rannou F, Roos EM, Underwood M. . Osteoarthr. Cartil. 2014, 22 (3): 363–88. PMID 24462672. doi:10.1016/j.joca.2014.01.003.
4. 1 2  GBD 2015 Disease and Injury Incidence and Prevalence, Collaborators. . Lancet. 8 October 2016, 388 (10053): 1545–1602. PMC 5055577 . PMID 27733282. doi:10.1016/S0140-6736(16)31678-6.
5. 1 2  Cui, Aiyong; Li, Huizi; Wang, Dawei; Zhong, Junlong; Chen, Yufeng; Lu, Huading. . EClinicalMedicine. 2020-12, 29–30  [2023-10-27]. PMC 7704420 . PMID 34505846. doi:10.1016/j.eclinm.2020.100587. （原始内容存档于2024-04-16） （英语）.
6. ↑  . Springer. 2015: 21. ISBN 9781910315163. （原始内容存档于2017-09-08）.
7. ↑  Sun, Ellen X. . . Junzi Shi, Jacob C. Mandell 2nd ed. Cambridge: Cambridge University Press. 2021: 910. ISBN 978-1-108-96645-0.
8. ↑  Berenbaum F. . Osteoarthritis and Cartilage. 2013, 21 (1): 16–21. PMID 23194896. doi:10.1016/j.joca.2012.11.012.
9. ↑  Conaghan P. . 2014  [2017-10-18]. （原始内容 (PDF)存档于2015-12-22）.
10. ↑  Di Puccio, F; Mattei, L. . World journal of orthopedics. 18 January 2015, 6 (1): 77–94. PMC 4303792 . PMID 25621213. doi:10.5312/wjo.v6.i1.77.
11. 1 2  March L, Smith EU, Hoy DG, Cross MJ, Sanchez-Riera L, Blyth F, Buchbinder R, Vos T, Woolf AD. . Best Pract Res Clin Rheumatol. 2014, 28 (3): 353–66. PMID 25481420. doi:10.1016/j.berh.2014.08.002.
12. ↑  Elsternwick. . Arthritis and Osteoporosis Victoria. 2013. （原始内容存档于2015-04-28）.
13. ↑  . Centers for Disease Control and Prevention, US Department of Health and Human Services. 9 November 2016. （原始内容存档于29 December 2016）.
14. ↑  Cisternas MG, Murphy L, Sacks JJ, Solomon DH, Pasta DJ, Helmick CG. . Arthritis Care Res (Hoboken). May 2016, 68 (5): 574–80. doi:10.1002/acr.22721.
15. 1 2 3 4 5 6 7 8 9 10 11 12 13 14 15 16 17 18 19 20 21 22 23 24 25 26 27 28 29 30 31 32 33 34 35 36 37 38 39 40 41 42 43 44  Russell J. Greene, Norman D. . . UK: Pharmaceutical Press. 2008: 744-815  [2017-05-29]. ISBN 978-0853696902 （英语）.
16. 1 2 3  Losina E.;  et al. . Arthritis Care Res(Hoboken). November 2013, 65 (5): 703–711.
17. 1 2 3 4 5 6 7 8 9 10 11 12 13 14 15 16 17 18 19 20 21 22 23 24 25 26 27 28 29 30 31 32  Lucinda M. Buys and Mary Elizabeth Elloitt. . . US: McGraw-Hill Medical. 2014: 9265–9406. ISBN 978-0071800532 （英语）.
18. 1 2 3 4 5 6 7  Roberto A. Garcia,Michael J.Klein,Alan L.Schiller. . . USA: Lippincott Williams & Wilkins. 2011: 1199–1272. ISBN 978-1605479682 （英语）.
19. 1 2 3 4 5 6 7  Horvai Andrew. . . USA: Saunders. 2014: 1179–1226. ISBN 978-0323266161 （英语）.
20. 1 2 3 4 5 6 7 8 9 10 11 12 13 14 15 16 17 18 19 20 21 22 23 24 25 26  David T. Felson. . . USA: McGraw-Hill. 2015: 2226–2233. ISBN 978-0071802154 （英语）.
21. 1 2 3  黃玄贏、林瑞偉. . . 新北市: 新文京. 2012: 523–556. ISBN 9789862366905 （中文）.
22. 1 2 3  Waiwah Chung. . National  Institute of Arthritis and Musculoskeletal and Skin Diseases  Information Clearinghouse. November 2014.
23. ↑  Sue E. Huether, Kathryn L. . . USA: Mosby. 2016: 3031–3060  [2017-05-29]. ISBN 978-0323354097 （英语）.
24. 1 2  Rutjes AW, Jüni P, da Costa BR, Trelle S, Nüesch E, Reichenbach S. . Annals of Internal Medicine. August 2012, 157 (3): 180–91  [2020-06-25]. PMID 22868835. doi:10.7326/0003-4819-157-3-201208070-00473. （原始内容存档于2021-08-28）.
25. ↑  Jevsevar D, Donnelly P, Brown GA, Cummins DS. . The Journal of Bone and Joint Surgery. American Volume. December 2015, 97 (24): 2047–60. PMID 26677239. doi:10.2106/jbjs.n.00743.
26. ↑  Witteveen AG, Hofstad CJ, Kerkhoffs GM. . The Cochrane Database of Systematic Reviews. October 2015, 10 (10): CD010643. PMID 26475434. doi:10.1002/14651858.CD010643.pub2. It is unclear if there is a benefit or harm for HA as treatment for ankle OA

## 外部連結
- American College of Rheumatology Factsheet on OA （页面存档备份，存于）
- Arthritis Foundation （页面存档备份，存于）
- National Institute of Arthritis and Musculoskeletal and Skin Diseases
- 膝關節保健必知 （页面存档备份，存于）